# Acanthemblemaria greenfieldi
Acanthemblemaria greenfieldi är en fiskart som beskrevs av Smith-vaniz och Palacio, 1974. Acanthemblemaria greenfieldi ingår i släktet Acanthemblemaria och familjen Chaenopsidae. Inga underarter finns listade i Catalogue of Life.